# Slavophilisme
 (juin 2022).
Si vous disposez d'ouvrages ou d'articles de référence ou si vous connaissez des sites web de qualité traitant du thème abordé ici, merci de compléter l'article en donnant les références utiles à sa vérifiabilité et en les liant à la section « Notes et références ».
Le slavophilisme ou la slavophilie désigne diverses théories nationalistes slaves. Le principal mouvement slavophile s'est développé en Russie, mais des mouvements similaires ont existé dans d'autres pays slaves, comme la Pologne. Le mouvement slavophile s'est opposé à l'occidentalisme.

## Principes
Le slavophilisme russe est fondé sur le concept de « génie de la Russie ». Les slavophiles décèlent celui-ci dans certaines valeurs et institutions considérées comme proprement nationales, comme la religion orthodoxe ou le Zemski sobor. Selon eux, l'européanisation brutale et précipitée de la Russie par ses souverains, de Pierre le Grand à Catherine la Grande, a fait perdre au pays son identité. L'objectif des slavophiles est donc le retour aux valeurs traditionnelles russes et la fin de l'imitation de l'Europe. Une fois ce but atteint, le génie de la Russie vaudrait à cette dernière de connaître un rôle primordial dans l'histoire de l'humanité. En tout ceci, les slavophiles sont radicalement opposés aux occidentalistes, dont l'opinion est que la Russie a accumulé un tel retard qu'elle doit absolument se mettre à l'école de l'Occident pour évoluer.

## Historique

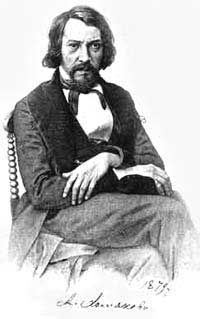
Alexeï Khomiakov

À l'instar d'autres mouvements de réveil national, le mouvement slavophile est né dans la première partie du XIXe siècle. D'inspiration romantique, il apparaît à un moment où l'Empire russe est devenu une puissance européenne de premier ordre sur les plans militaire et politique (victoires d'Alexandre Ier sur Napoléon Ier et rôle de « gendarme de l'Europe » joué par Nicolas Ier, avec la répression de l'insurrection de novembre 1830 en Pologne). La Russie entame une période de développement culturel remarquable, tant du point de vue littéraire (Alexandre Pouchkine, Mikhaïl Lermontov, Alexandre Griboïedov, Nicolas Gogol) que musical (Mikhaïl Glinka). Cependant, le pays reste dans un état d'arriération économique, politique et sociale d'autant plus problématique que les autorités sont opposées à toute réforme et à l'expression de toute critique.
Les slavophiles russes appartiennent pour l'essentiel à l'intelligentsia de la période 1830-1860, soit entre l'insurrection décabriste de 1825 et les réformes libérales de l'empereur Alexandre II. Leur idéologie formalise la force nationaliste montante dans le domaine spirituel, religieux et linguistique, contribuant significativement à la construction tardive de l'identité nationale russe. Alexeï Khomiakov, Piotr et Ivan Kireïevski, Ivan Aksakov, son frère Constantin Aksakov et Iouri Samarine sont alors les six chantres majeurs d'un mouvement dont l'influence sur leurs contemporains reste limitée. Mais les principaux thèmes exploités correspondent précisément aux valeurs de la construction nationaliste russe.
La pensée slavophile est d'abord un rejet de l'occidentalisme philosophique et culturel engagé dans la foulée des réformes de Pierre le Grand. La négation hautaine de la valeur intrinsèque d'une expressivité propre à la langue russe par les élites, alors entichées des cultures allemande et française avait provoqué une première levée de boucliers en 1824. L'amiral Schichkov et un cercle de jeunes nationalistes propose alors d'éradiquer les influences étrangères dans la langue russe, tout en suggérant un programme scolaire basé sur l'étude de la grammaire russe, de la littérature primitive russe et de l'histoire russe; le slavon d'église et la doctrine orthodoxe étant préférés à des matières considérées comme plus occidentales. Le slavon devenant de facto la base linguistique du russe moderne induit une dimension spirituelle puissamment identitaire, puisque langue véhiculaire de la foi orthodoxe de l'Église russe. Schichkov avait bénéficié de la publication dans la décennie précédente d'une monumentale histoire russe par Nikolaï Karamzine : la Russie se découvrant alors des fondements aussi importants que celle des autres nations. Cette histoire russe vise alors à démontrer qu'à chaque situation dangereuse pour l'intégrité nationale de la « vieille Russie », la réponse de l'autocratie alors régnante avait apporté une solution de secours. L'amiral comme l'historien eurent un impact non négligeable sur une jeunesse encore sous la surprise des succès militaires contre Napoléon lors de la campagne de Russie (1812), et des campagnes victorieuses en France,avec la prise de conscience collective de la puissance irrésistible du jeune empire russe. Plusieurs autres événements contemporains vont contribuer à la cristallisation de cette pensée slavophile. La parution d'une lettre provocatrice de Tchaadaïev dépeignant le retard de la Russie profonde, les avancées conceptuelles d'Hegel, le retentissement des romantismes allemands. Schelling en particulier donne en 1830 à Berlin des conférences auxquelles assiste le jeune Ivan Kireïevski. Outre sa vision de la nature considérée comme une totalité cosmique dont tous les éléments sont interdépendants et essentiels, quelles qu'en soient leurs tailles respectives, Schelling insiste sur le concept de nation organique et sur celui de la révélation artistique et esthétique immédiate plus que rationnelle.

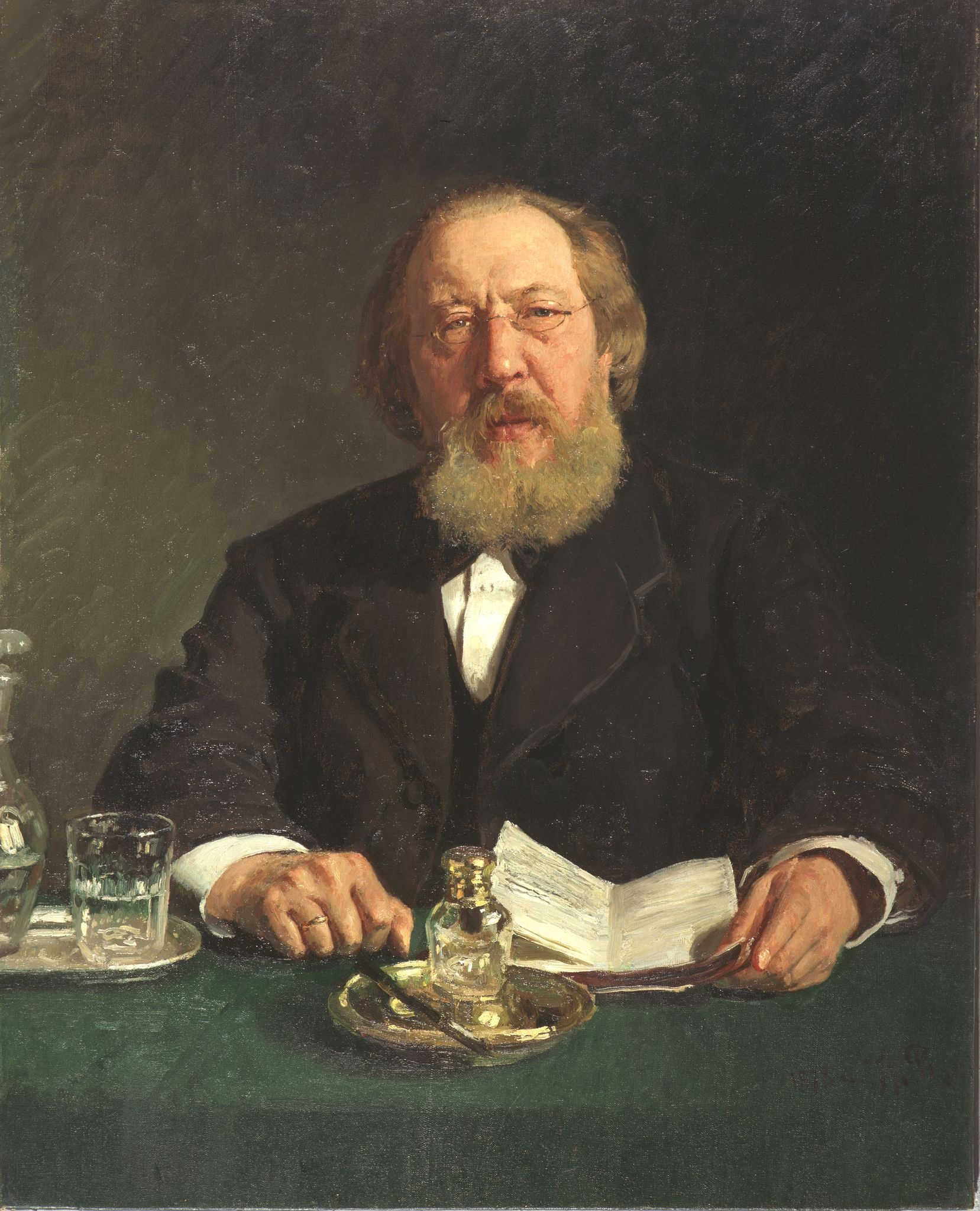
Portrait d'Ivan Aksakov par Ilia Répine (1878)

Enfin, à l'exception d'Iouri Samarine, dont la famille est implantée de longue date à Saint-Pétersbourg, les slavophiles sont issus de la noblesse rurale immergée dans les masses paysannes russes. Pour chacun, l'arrivée à Moscou est une césure brutale, parfois aiguisée par les moqueries citadines envers leurs pratiques religieuses traditionnelles, comme pour Alexeï Khomiakov.
Les principaux thèmes évoqués par les slavophiles sont « Autocratie, Orthodoxie, Nationalité ».
Il s'agit d'une reproduction des devises opératives du régime tsariste durant la période. Opposés au pur rationalisme, les slavophiles considèrent avec intérêt la perception immédiate des faits observés. Cette approche globale autorise la fusion des pensées et des perceptions, des sentiments et des actes; si cela est possible, c'est par la spécificité supposée d'une « âme russe » qui recouvrirait deux grands principes: Celui de liberté intérieure et celui d'amour ou compassion extérieure. La liberté intérieure se traduisant par une acceptation candide du réel connu empiriquement, sans contraintes rationnelles, et l'amour extérieur qui est celui de la foi orthodoxe, induisant une volonté de générosité dans l'expression ou dans l'action.Toute la problématique slavophile est de plus fondée sur une dualité permanente qui est la mise en opposition des « Autres » en regard du « Nous ». Puisqu'elle se définit au départ comme un rejet de l'occidentalisme, au profit de l'exploitation et de la mise en valeur de caractères russes, la pensée slavophile primitive se doit donc de définir précisément les caractéristiques de l'une comme de l'autre. Cette dichotomie pose un problème de logique puisque les slavophiles veulent en même temps récuser l'Occident et simultanément en être reconnus comme les porteurs d'une pensée nouvelle.
Si la langue est un repère essentiel de la slavophilie, autant que la religion orthodoxe en est le pilier, la « russitude » émerge progressivement comme la véritable caractéristique nouvelle de cette pensée : les Russes sont alors pour leur écrasante majorité des paysans ou des ruraux. C'est donc leur organisation sociopolitique propre qui retient toute l'attention des penseurs slavophiles. La commune, ou obchtchina, est une très ancienne forme sociale qui pose les principes de répartition et d'exploitation des terres disponibles dans un même espace et leur ré-attribution périodique, le tout exécuté en fonction de besoins reconnus au sein du groupe humain local et d'entraide pour l'exécution de certaines taches vitales. Venue du fond des âges sans modification substantielle de son organisation, la commune russe est présentée comme une synthèse efficace des principes de l'âme russe exposés précédemment : liberté intérieure et amour extérieur. Très fiers de l'organisation de leurs communes, les slavophiles estiment par ailleurs qu'elle ne peut être comprise par des « étrangers » fondamentalement individualistes et égoïstes. La contestation de l'ordre politique est néanmoins réelle puisque les slavophiles revendiquent la disparition du servage, qui est l'opposé du volontariat de cette « russitude ». Ils demandent aussi la redistribution de 50 % des terres agricoles aux mains des hobereaux aux dites communes.
Ce concept de commune s'étend, selon eux, à ces « cercles » d'amis qu'ils animent eux-mêmes. Atout moral de la Russie, la commune serait également la seule à permettre aux paysans et aux Russes de pouvoir résister aux forces internationales.

## Principaux représentants

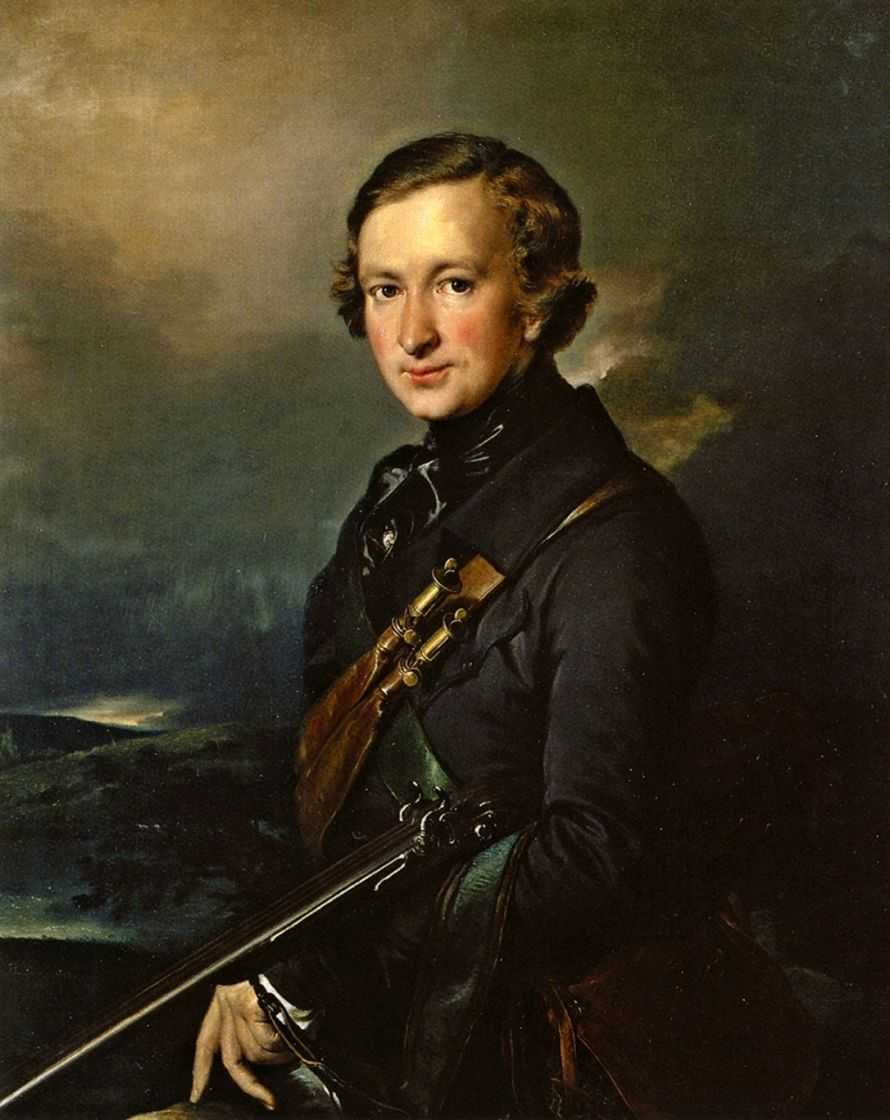
Iouri Samarine en tenue de chasse. Artiste peinture de V. A. Tropinin, 1846.

Les slavophiles les plus notables sont Alexeï Khomiakov, Piotr et Ivan Kireïevski, Ivan Aksakov, son frère Constantin Aksakov et Iouri Samarine. On retrouve des accents slavophiles dans certains écrits de Nicolas Gogol, de Fiodor Dostoïevski et même d'Alexandre Soljenitsyne.
- Alexeï Khomiakov est né en 1804 d'une ancienne famille de hobereaux. Personnage brillant ou dilettante selon ses contemporains, tour à tour théologien, mécanicien, philosophe, ingénieur, philologue, il publie un traité sur la religion, véritable nouveauté pour l'intelligentsia de son siècle. Ses activités linguistiques s'étendent au slavon et le poussent à ranimer la flamme de la « Société des amis des Lettres russes », chère à l'amiral Schichkov. Éclectique, il fait remonter à des origines iraniennes et koushites les attributs de liberté intérieure, mais aux Slaves uniquement les qualités des constructeurs navals, de l'agriculture, de la guerre de Troie, dans une approche moins facile à accepter[3].

- Piotr Kireïevski est également issu d'une famille de hobereaux. Il étudie très jeune à Berlin, où il écoute Schelling et Hegel. Après une conversion aux thèses d'Alexeï Khomiakov, il tente d'élaborer une philosophie slavophile originale. Il publie un article essentiel juste avant de trouver une mort brutale. Sa connaissance de la philosophie hégélienne lui permet d'élaborer des attaques anti-rationalistes qui font de lui un personnage mal-aimé de ses contemporains mais exemplaire pour les slavophiles. (« La pensée et le sentiment doivent s'unir sans se confondre »). Sa modernité tient à sa position faisant dépendre toute rationalité du point de vue envisagé et de l'observateur lui-même; deux facteurs éminemment subjectifs).

- Constantin Aksakov écrit beaucoup, au tsar ou aux fonctionnaires. Il est l'homme des relations publiques du mouvement. Il établit par exemple un parallèle entre catholicisme et bellicisme en pleine guerre de Crimée. Quant aux revendications polonaises d'alors, liquidées par l'armée impériale lors de l'insurrection polonaise de 1861-1864, il les enterre sous des recommandations ultra-conservatrices favorables à l'expansionnisme tsariste. Ses justifications des pogroms paysans sont appuyées sur la nécessité de défendre l'Église russe contre les juifs, qu'il estime responsables et vecteurs de la décadence de l'Occident.

- Iouri Samarine est le politique du groupe. Proche du pouvoir par ses origines pétersbourgeoises, il accède assez rapidement aux cercles administratifs élevés. Il milite pour un maintien des caractères russes les plus anciens dans tout l'Empire. Sa dénonciation, sous forme de brûlot, du maintien des caractéristiques germaniques dans les territoires baltes annexés lui vaut même une disgrâce provisoire. Travailleur infatigable, il soutient l'émancipation des serfs sans aucune compensation financière, autant que le développement économique communal.

Lorsqu'Alexandre Zinoviev publie Nous et l'Occident, un siècle plus tard, il suit la même trace que celle qui influence Lénine lorsqu'il assimile le monde capitaliste à l'Occident. S'ils ne sont pas directement inspirateurs du panslavisme ou de l'ultra-nationalisme, les slavophiles ont durablement marqué la Russie, quand bien même leurs propositions n'ont rencontré d'écho que dans un très petit cercle initial.

## Aujourd'hui
« L'Occident voit trop la nostalgie de l’URSS et pas assez le slavophilisme, c’est-à-dire la Russie éternelle telle qu’elle se pense avec ses mythes ». Alexandre Koyré a consacré un livre profond, à ce courant dont sont nées la grande littérature et la conscience nationale russes au début du XIXe siècle quand « le nationalisme instinctif aidant, un nationalisme conscient avait fini par voir entre la Russie et l’Occident une opposition d’essence ». Le slavophilisme, ce sentiment de supériorité spirituelle et morale face à l’Occident, est dans le cri du cœur de Alexandre Soljenitsyne devant les étudiants de Harvard en 1978 : « Non, je ne prendrais pas votre société comme modèle pour la transformation de la mienne. » Cette Russie-là ne voit peut-être pas la guerre en Ukraine comme une guerre d’invasion mais comme une guerre de sécession. Sécession du berceau du monde russe, de la terre où s’est joué tant de fois le sort de la Russie, où elle a repoussé les Polonais et les armées de Hitler. Sécession politique, culturelle et même spirituelle depuis qu’en 2018 l’Église orthodoxe d'Ukraine s’est affranchie de la tutelle du patriarcat de Moscou. Et les guerres de sécession sont les pires » selon Henri Guaino,.